# Сеитбай Алкалин
Сеитбай Алкалин  (? — 16 мая 1740) — башкирский старшина Тамьянской волости Ногайской дороги, один из предводителей Башкирских восстаний в 1735—1740 годах.

## Биография
Сеитбай Алкалин происходил из башкир Тамьянской волости Ногайской дороги. Избран старшиной Тамьянской волости.
В марте 1737 года в бассейне рек Большой и Малый Кизил состоялся съезд представителей Ногайской и Казанской дорог, на котором приняли участие Сеитбай Алкалин, Кусяп Султангулов, Рысай Игембетов, Султанмурат Дюскеев и другие лидеры башкирских повстанцев. На съезде было принято решение возобновить восстание, а также отправить послов в Средний жуз с целью получения поддержки от казахов.
Весной 1737 года Сеитбай Алкалин вместе с другими лидерами повстанцев — с Кильмяком Нурушевым, Кусяпом Султангуловым и Рысаем Игембетовым стал руководителем восстания на Ногайской и Сибирской дорогах.
В июне 1738 года вместе с Рысаем Игембетовым прибыл в Табынскую крепость к начальнику Башкирской комиссии Л. Я. Соймонову и принёс повинную.
Весной 1739 года стал одним из организаторов нового восстания, обратился за помощью к казахам Среднего жуза.  В марте 1740 года по приглашению начальника Оренбургской комиссии В. А. Урусова вместе с Алдар батыром прибыл в Самару для участия в переговорах об условиях явки восставших башкир с повинной. Во время переговоров вместе с другими предводителями восставших были арестованы и отправлены для суда и наказания в Мензелинск к начальнику Башкирской комиссии Л. Я. Соймонову. Здесь Сеитбай Алкалин подвергался пыткам и был казнён 16 мая 1740 года.